# Kaple svatého Vojtěcha (Hronětice)
Kaple svatého Vojtěcha stojí při hlavní komunikaci v Hroněticích, místní části Kostomlat nad Labem v okrese Nymburk. Jednoduchá zděná stavba na čtvercovém půdorysu je od 9. února 1987 kulturní památkou.

## Historie a popis
Opuková kaple o čtvercovém půdorysu a s profilovanou podstřešní římsou, vznikla v Hroněticích roku 1803. Vchod s dvoukřídlými dveřmi je řešen z východní strany a leží před ním tři kamenné stupně. Fasáda kaple je členěna soklem a hladkým pásem, ze kterého vyjma západní strany vyrůstají pilastry, nad nimiž je situován hladký vlys, vprostřed vykrojený stlačeným obloukem. Hlavice pilastrů na východní straně mají voluty, ty na jižní a severní straně jsou vyvedeny římsovitě. Na jižní a východní fasádě se nachází profilovaně orámovaný oblouk, přičemž na severní straně je pod ním umístěn navíc plastický letopočet 1803. Kaple je zakryta jehlancovou střechou, pobitou červeně natřeným plechem, na níž je umístěna osmiboká lucerna s cibulkovou stříškou. V lucerně se skrývá ocelový zvon. Na vrcholu se tyčí kovaný kříž.
Vnitřní prostor kaple je sklenut plackou. Nad mensou se nachází výklenek s konchou a na bočních stěnách segmentové výklenky. V interiéru je položena podlaha z dlaždic.
Kaple je obehnána oproti terénu vyvýšenou zahrádkou s plotem, ukotveným v podezdívce. Přiléhající pozemek je taktéž předmětem památkové ochrany.